# Grézian
Grézian est une commune française située dans le sud-est du département des Hautes-Pyrénées, en région Occitanie. Sur le plan historique et culturel, la commune est dans le Pays d'Aure, constitué de la vallée de la Neste (en aval de Sarrancolin), de la vallée d'Aure (en amont de Sarrancolin) et de la vallée du Louron.
Exposée à un climat de montagne, elle est drainée par la Neste, le ruisseau de gouaux. La commune possède un patrimoine naturel remarquable : un site Natura 2000 (« Garonne, Ariège, Hers, Salat, Pique et Neste ») et trois zones naturelles d'intérêt écologique, faunistique et floristique.
Grézian est une commune rurale qui compte 82 habitants en 2022, après avoir connu un pic de population de 220 habitants en 1831. Ses habitants sont appelés les Grézianais ou  Grézianaises.

## Géographie

### Localisation
La commune de Grézian se trouve dans le département des Hautes-Pyrénées, en région Occitanie.
Elle se situe à 46 km à vol d'oiseau de Tarbes, préfecture du département, à 27 km de Bagnères-de-Bigorre, sous-préfecture, et à 26 km de Capvern, bureau centralisateur du canton de Neste, Aure et Louron dont dépend la commune depuis 2015 pour les élections départementales.
La commune fait en outre partie du bassin de vie d'Arreau.
Les communes les plus proches sont : 
Ancizan (1,0 km), Gouaux (1,0 km), Guchen (1,3 km), Bazus-Aure (1,5 km), Cadéac (2,2 km), Lançon (2,3 km), Guchan (2,4 km), Grailhen (2,7 km).
Sur le plan historique et culturel, Grézian fait partie du pays de la vallée d'Aure ou pays d'Aure, constitué de la vallée de la Neste (en aval de Sarrancolin), de la vallée d'Aure (en amont de Sarrancolin) et de la vallée du Louron (confluente à Arreau).

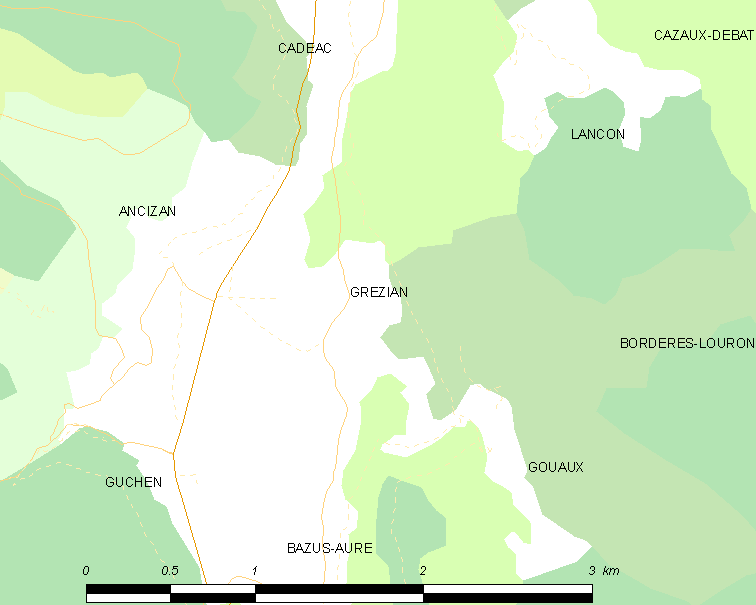
Carte de la commune de Grézian et des proches communes.

|         | Cadéac     | Lançon |
| Ancizan | Grézian    |        |
| Guchen  | Bazus-Aure | Gouaux |

### Hydrographie

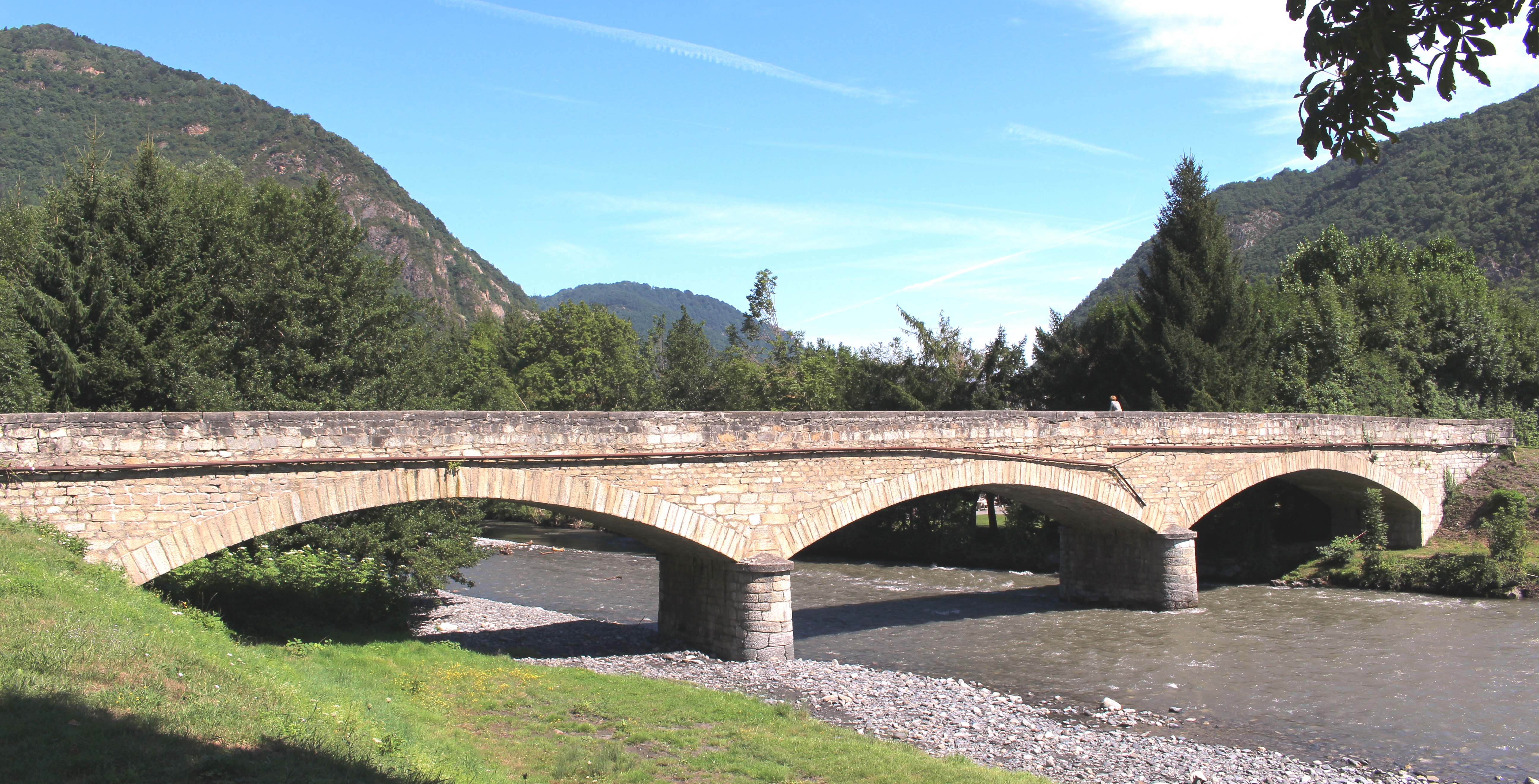
Le pont sur la Neste.

Elle est drainée par le Neste, le ruisseau de gouaux, constituant un réseau hydrographique de 2 km de longueur totale,.
Le Neste, d'une longueur totale de 73,1 km, prend sa source dans la commune d'Aragnouet et s'écoule vers le nord puis se réoriente vers l'est. Il traverse la commune et se jette dans la Garonne à Montréjeau, après avoir traversé 34 communes.

### Climat
Le climat qui caractérise la commune est qualifié, en 2010, de « climat des marges montargnardes », selon la typologie des climats de la France qui compte alors huit grands types de climats en métropole. En 2020, la commune ressort du type « climat de montagne » dans la classification établie par Météo-France, qui ne compte désormais, en première approche, que cinq grands types de climats en métropole. Pour ce type de climat, la température décroît rapidement en fonction de l'altitude. On observe une nébulosité minimale en hiver et maximale en été. Les vents et les précipitations varient notablement selon le lieu.
Les paramètres climatiques qui ont permis d’établir la typologie de 2010 comportent six variables pour les températures et huit pour les précipitations, dont les valeurs correspondent à la normale 1971-2000. Les sept principales variables caractérisant la commune sont présentées dans l'encadré ci-après.
| Paramètres climatiques communaux sur la période 1971-2000 - Moyenne annuelle de température : 10,2 °C - Nombre de jours avec une température inférieure à −5 °C : 6 j - Nombre de jours avec une température supérieure à 30 °C : 2,3 j - Amplitude thermique annuelle : 13,7 °C - Cumuls annuels de précipitation : 1 068 mm - Nombre de jours de précipitation en janvier : 10 j - Nombre de jours de précipitation en juillet : 7,9 j |

Avec le changement climatique, ces variables ont évolué. Une étude réalisée en 2014 par la Direction générale de l'Énergie et du Climat complétée par des études régionales prévoit en effet que la  température moyenne devrait croître et la pluviométrie moyenne baisser, avec toutefois de fortes variations régionales. Ces changements peuvent être constatés sur la station météorologique de Météo-France la plus proche, « Arreau Borderes », sur la commune d'Arreau, mise en service en 1943 et qui se trouve à 4 km à vol d'oiseau,, où la température moyenne annuelle est de 9,6 °C et la hauteur de précipitations de 894,8 mm pour la période 1981-2010.
Sur la station météorologique historique la plus proche, « Tarbes-Lourdes-Pyrénées », sur la commune d'Ossun, mise en service en 1946 et à 46 km, la température moyenne annuelle évolue de 12,2 °C pour la période 1971-2000, à 12,6 °C pour 1981-2010, puis à 12,9 °C pour 1991-2020.

### Milieux naturels et biodiversité

#### Réseau Natura 2000

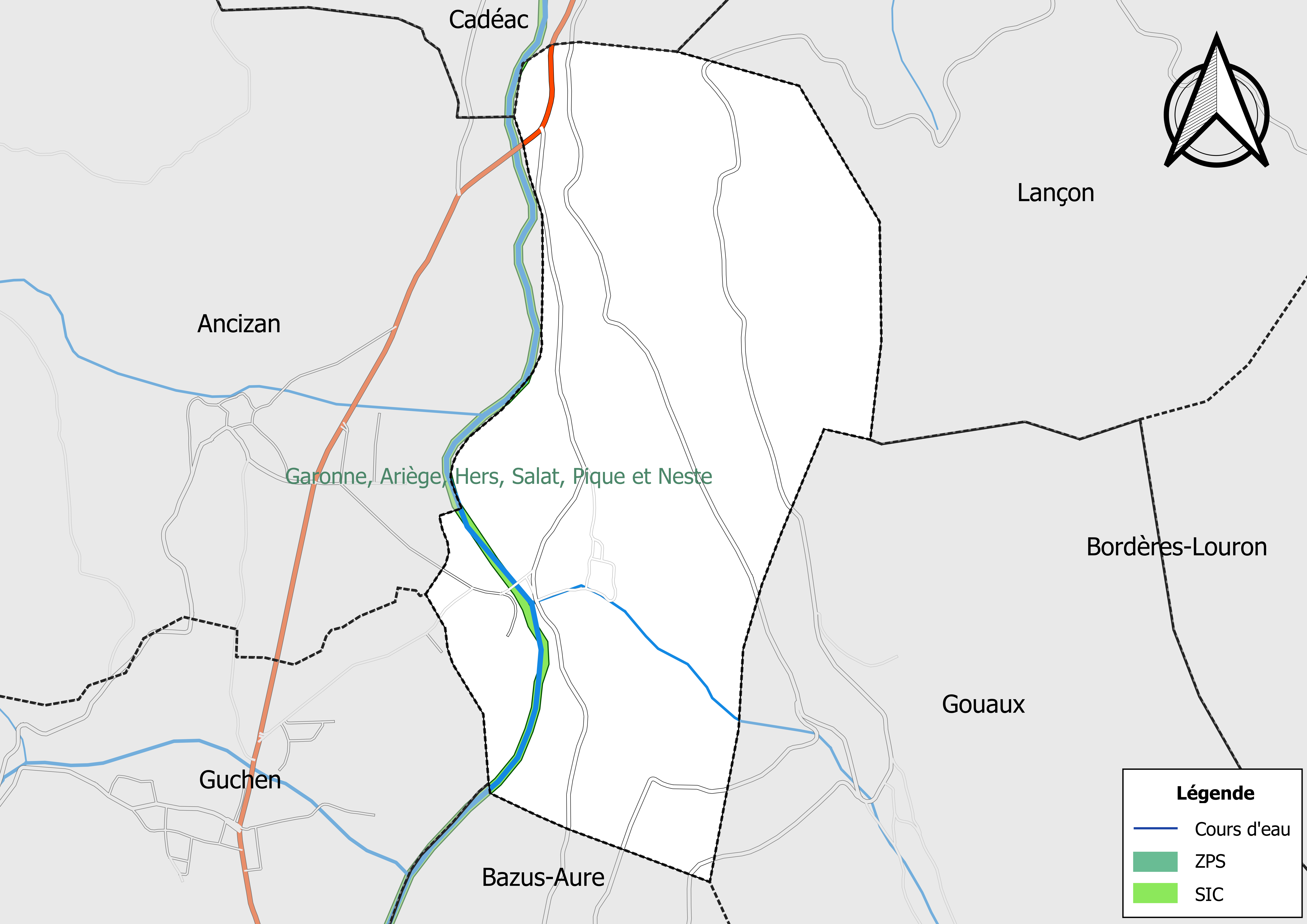
Site Natura 2000 sur le territoire communal.

Le réseau Natura 2000 est un réseau écologique européen de sites naturels d'intérêt écologique élaboré à partir des directives habitats et oiseaux, constitué de zones spéciales de conservation (ZSC) et de zones de protection spéciale (ZPS).
Un site Natura 2000 a été défini sur la commune au titre de la directive habitats : « garonne, Ariège, Hers, Salat, Pique et Neste », d'une superficie de 9 581 ha, un réseau hydrographique pour les poissons migrateurs (zones de frayères actives et potentielles importantes pour le Saumon en particulier qui fait l'objet d'alevinages réguliers et dont des adultes atteignent déjà Foix sur l'Ariège.

#### Zones naturelles d'intérêt écologique, faunistique et floristique
L’inventaire des zones naturelles d'intérêt écologique, faunistique et floristique (ZNIEFF) a pour objectif de réaliser une couverture des zones les plus intéressantes sur le plan écologique, essentiellement dans la perspective d’améliorer la connaissance du patrimoine naturel national et de fournir aux différents décideurs un outil d’aide à la prise en compte de l’environnement dans l’aménagement du territoire.
Deux ZNIEFF de type 1 sont recensées sur la commune :
« la Neste, amont » (100 ha), couvrant 18 communes du département et 
le « massif entre les Nestes d’Aure et du Louron » (2 749 ha), couvrant 16 communes du département
et une ZNIEFF de type 2, : 
la « Haute vallée d'Aure » (43 605 ha), couvrant 38 communes du département.

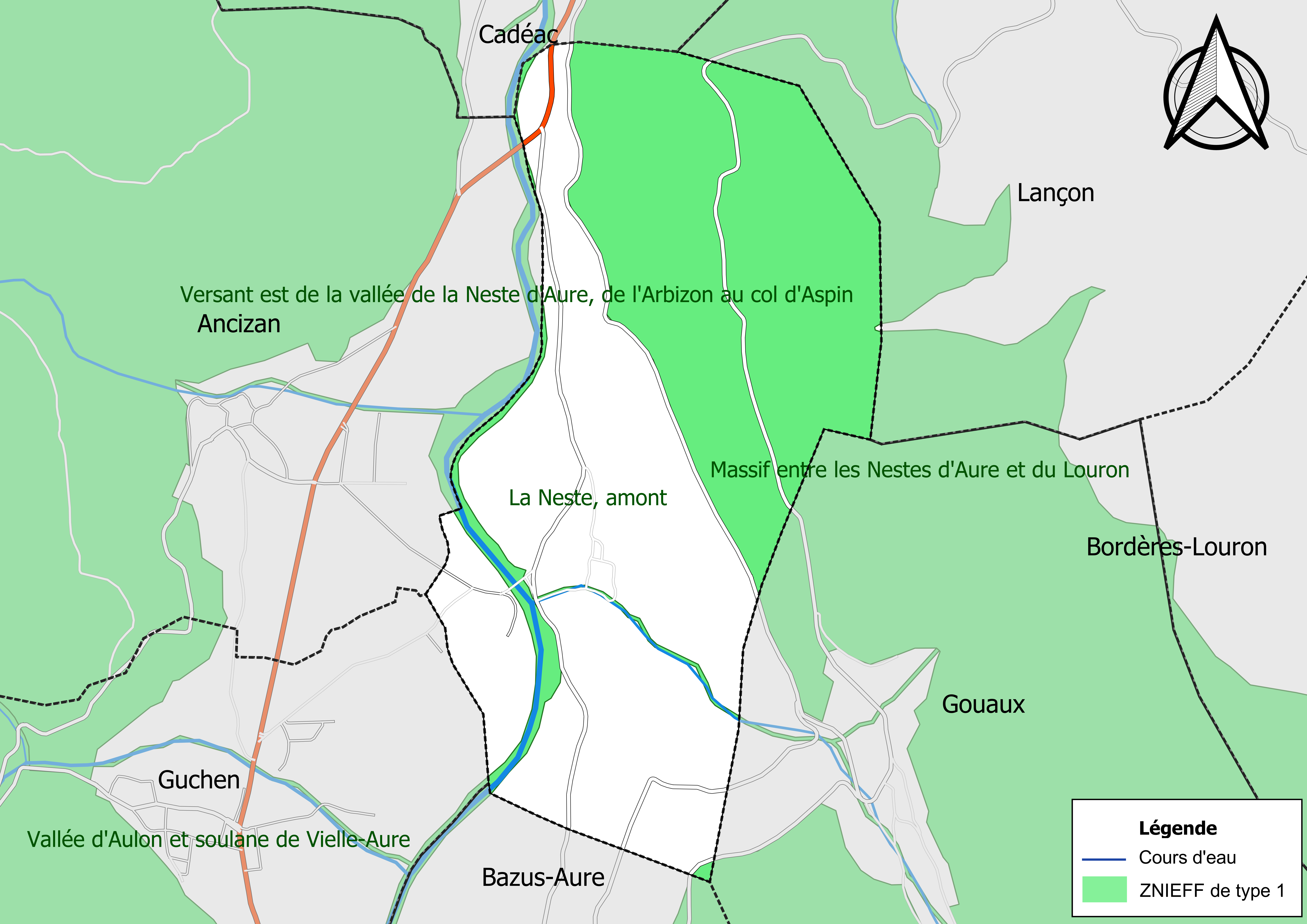
Carte des ZNIEFF de type 1 sur la commune.
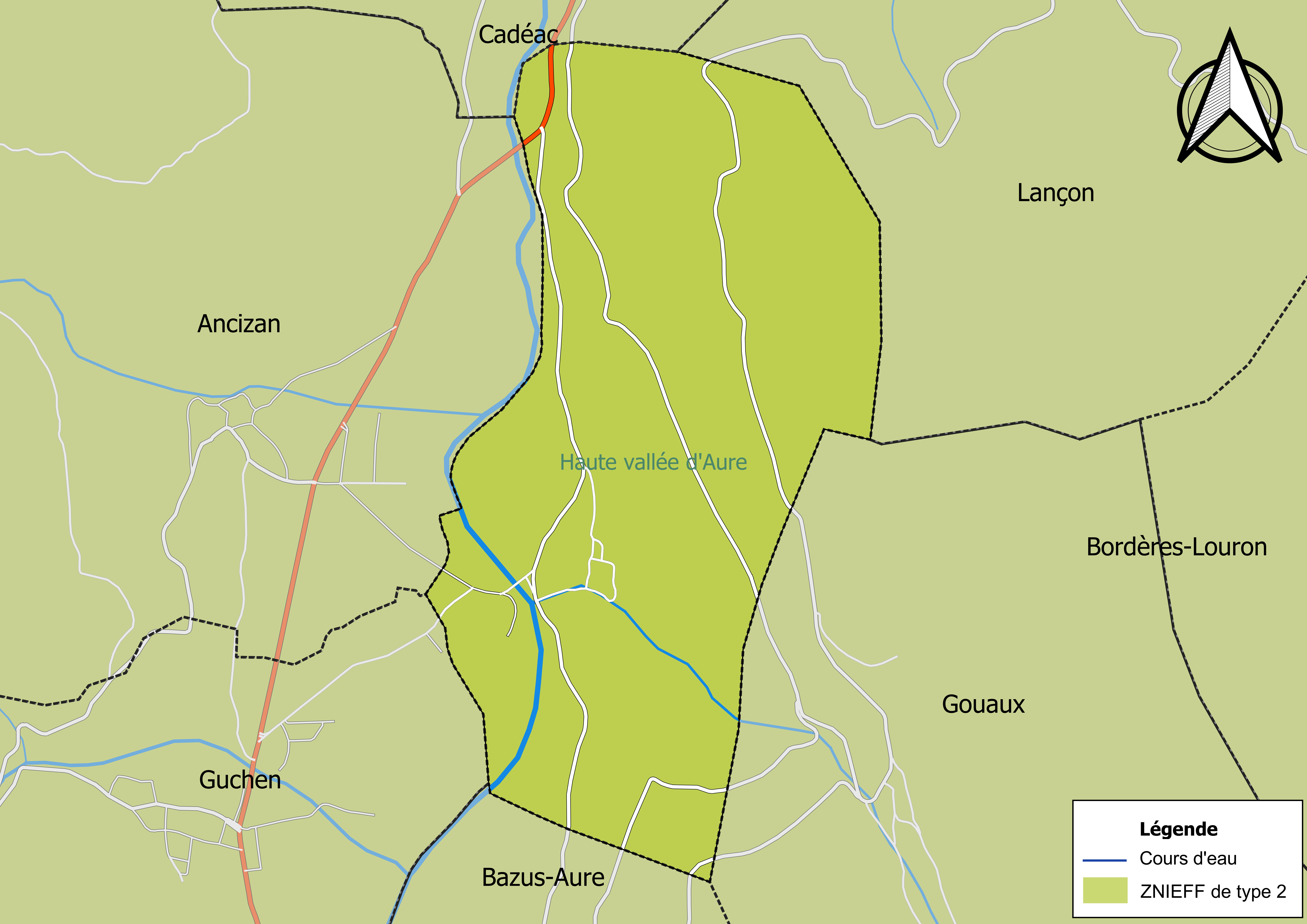
Carte de la ZNIEFF de type 2 sur la commune.

## Urbanisme

### Typologie
Au 1er janvier 2024, Grézian est catégorisée commune rurale à habitat dispersé, selon la nouvelle grille communale de densité à sept niveaux définie par l'Insee en 2022.
Elle est située hors unité urbaine et hors attraction des villes,.

### Occupation des sols
L'occupation des sols de la commune, telle qu'elle ressort de la base de données européenne d’occupation biophysique des sols Corine Land Cover (CLC), est marquée par l'importance des forêts et milieux semi-naturels (61,9 % en 2018), une proportion identique à celle de 1990 (61,9 %). La répartition détaillée en 2018 est la suivante : 
forêts (61,9 %), prairies (38 %), zones urbanisées (0,1 %).
L'IGN met par ailleurs à disposition un outil en ligne permettant de comparer l’évolution dans le temps de l’occupation des sols de la commune (ou de territoires à des échelles différentes). Plusieurs époques sont accessibles sous forme de cartes ou photos aériennes : la carte de Cassini (XVIIIe siècle), la carte d'état-major (1820-1866) et la période actuelle (1950 à aujourd'hui).

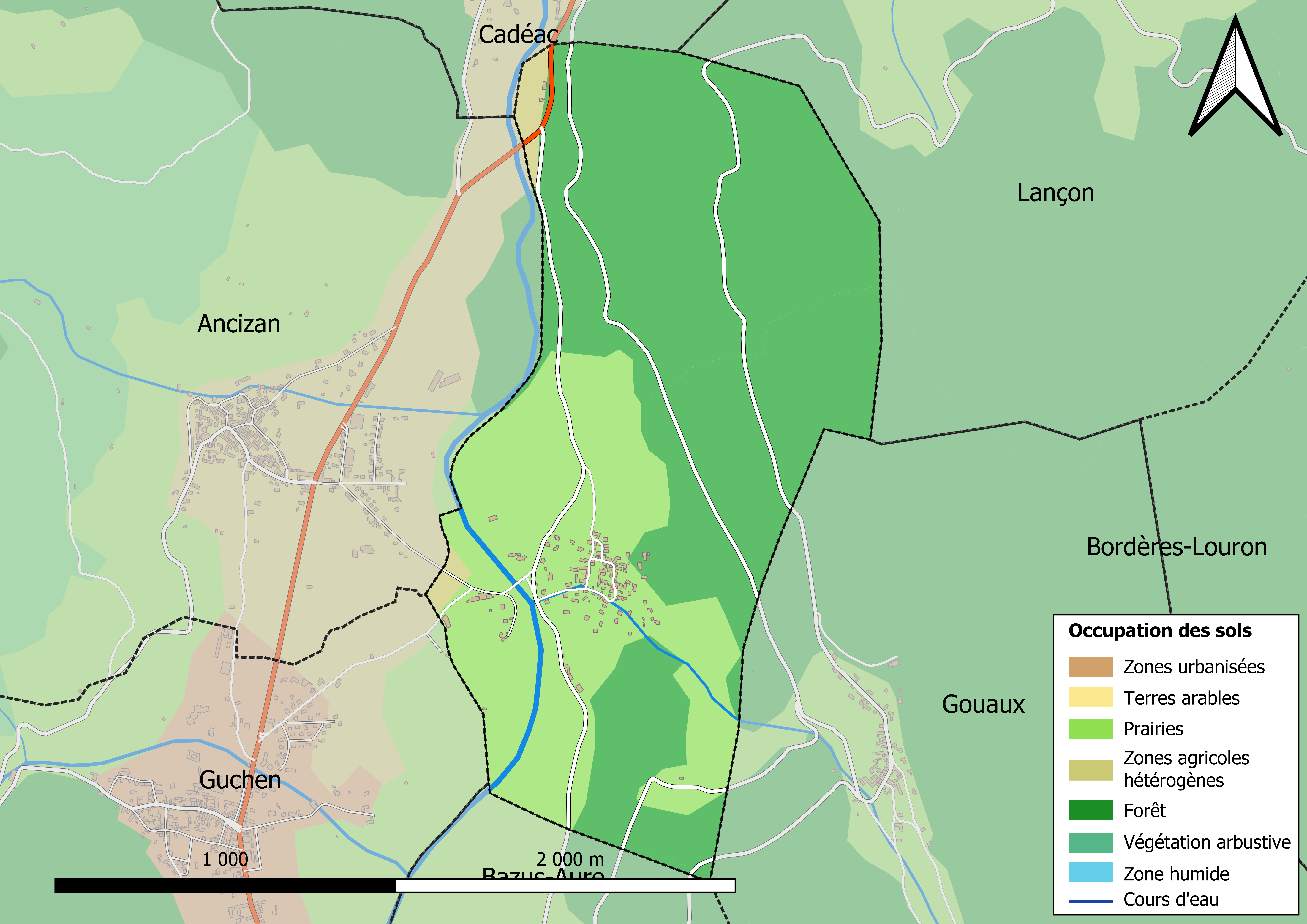
Carte des infrastructures et de l'occupation des sols en 2018 (CLC) de la commune.
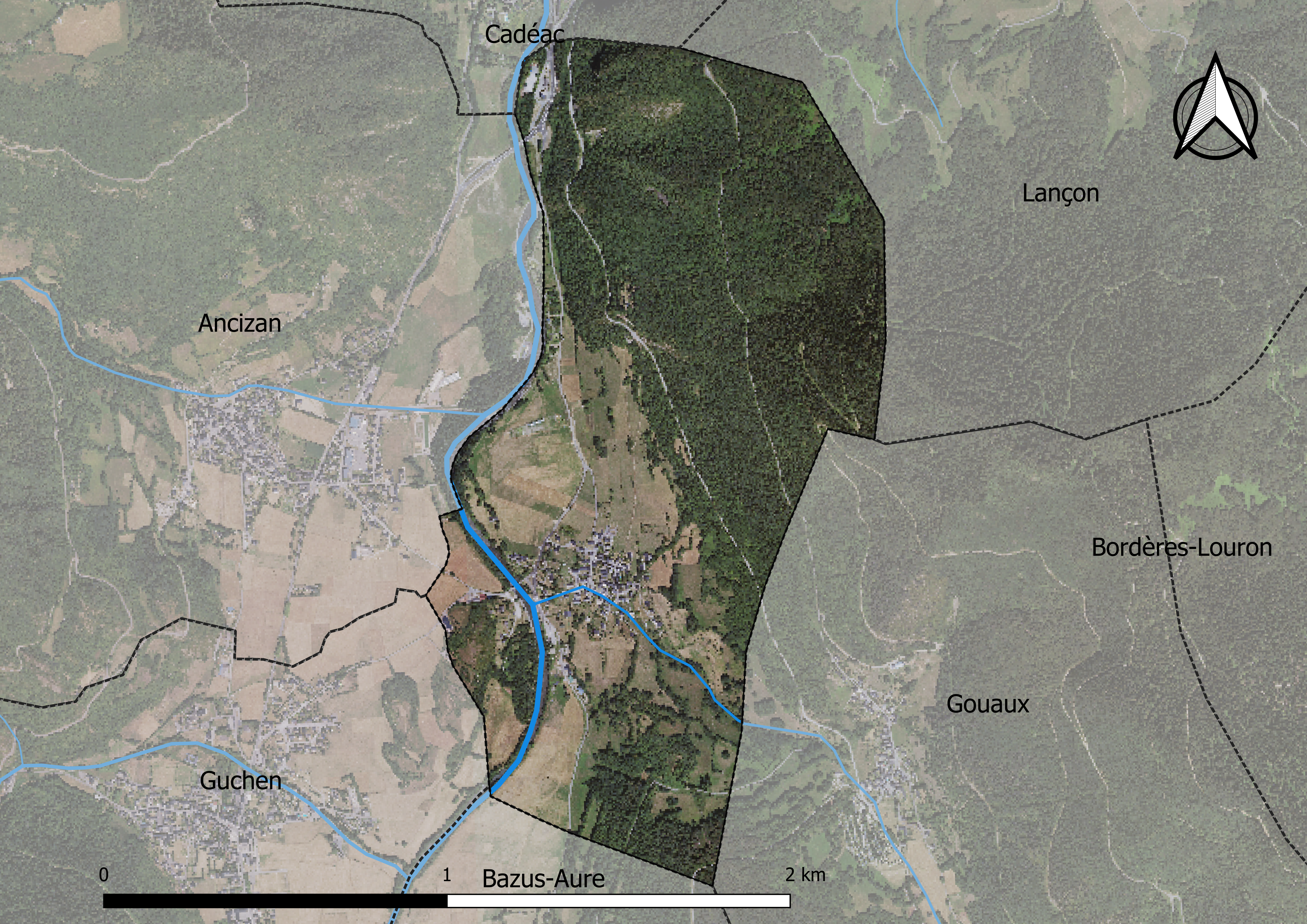
Carte orthophotogrammétrique de la commune.

### Logement

Sélection de vues du village.
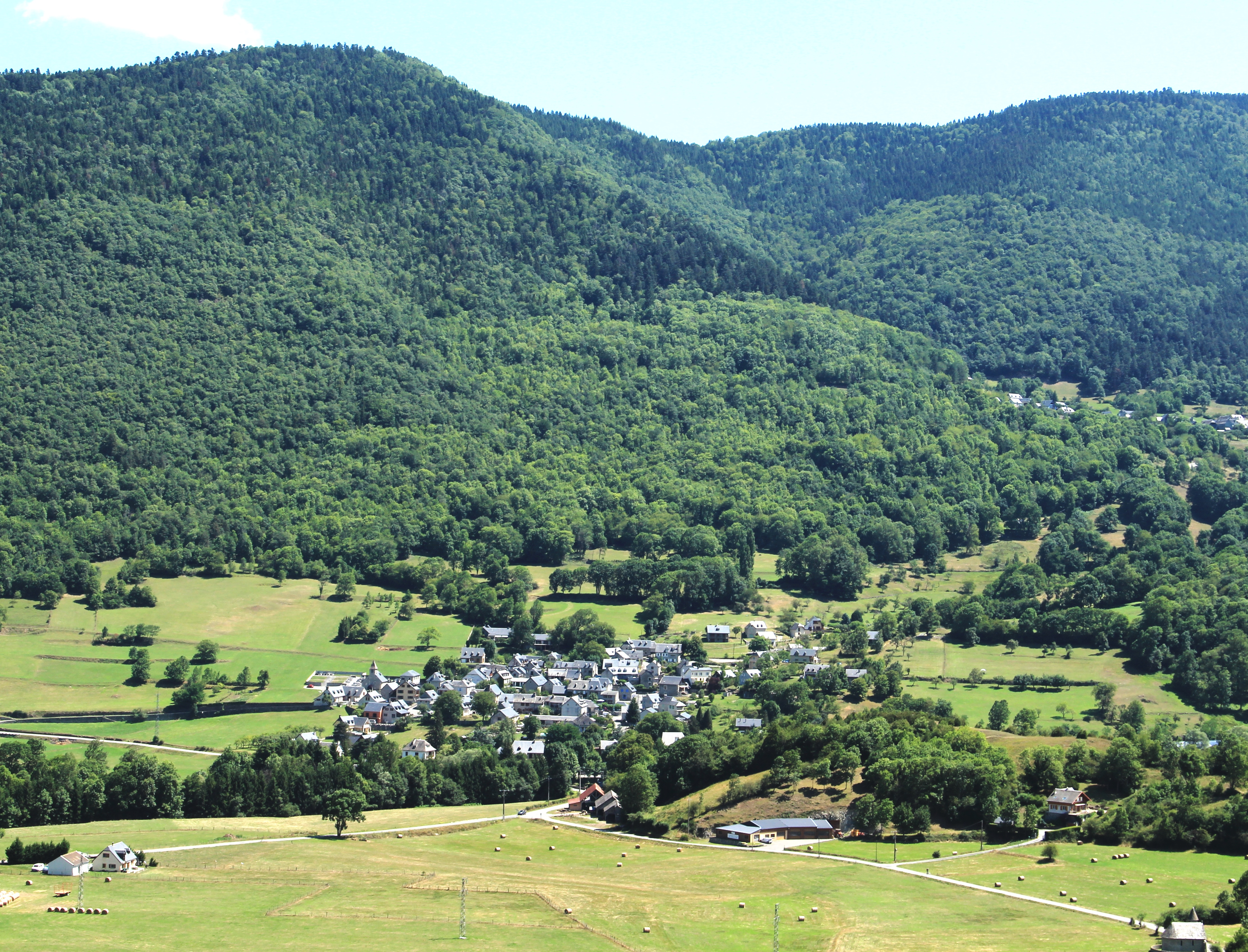
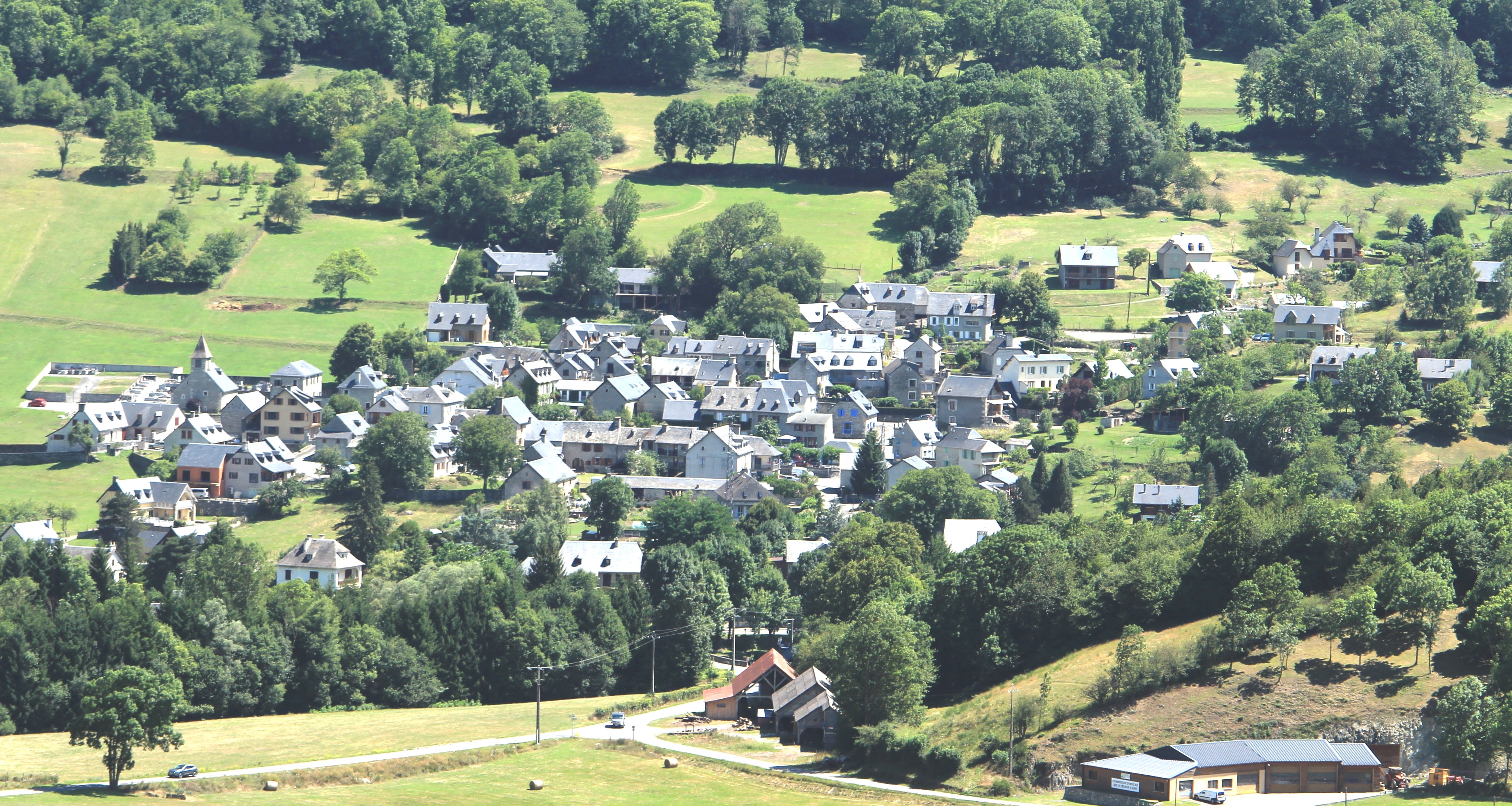

En 2012, le nombre total de logements dans la commune est de 104.

Parmi ces logements, 43.1  % sont des résidences principales, 52.2  % des résidences secondaires  4.7  %  des logements vacants.

### Voies de communication et transports
Cette commune est desservie par la route départementale D 929 et par les routes départementales D 19 et D 25.

### Risques majeurs
Le territoire de la commune de Grézian est vulnérable à différents aléas naturels : météorologiques (tempête, orage, neige, grand froid, canicule ou sécheresse), inondations, feux de forêts, mouvements de terrains et séisme (sismicité moyenne). Il est également exposé à un risque technologique, la rupture d'un barrage, et à un risque particulier : le risque de radon. Un site publié par le BRGM permet d'évaluer simplement et rapidement les risques d'un bien localisé soit par son adresse soit par le numéro de sa parcelle.

#### Risques naturels
Certaines parties du territoire communal sont susceptibles d’être affectées par le risque d’inondation par débordement de cours d'eau, notamment le Neste. La cartographie des zones inondables en ex-Midi-Pyrénées réalisée dans le cadre du XIe Contrat de plan État-région, visant à informer les citoyens et les décideurs sur le risque d’inondation, est accessible sur le site de la DREAL Occitanie. La commune a été reconnue en état de catastrophe naturelle au titre des dommages causés par les inondations et coulées de boue survenues en 1982, 1999, 2001, 2009, 2012 et 2013,.
Grézian est exposée au risque de feu de forêt. Un plan départemental de protection des forêts contre les incendies a été approuvé par arrêté préfectoral le 21 avril 2020 pour la période 2020-2029. Le précédent couvrait la période 2007-2017. L’emploi du feu est régi par deux types de réglementations. D’abord le code forestier et l’arrêté préfectoral du 27 octobre 2014, qui réglementent l’emploi du feu à moins de 200 m des espaces naturels combustibles sur l’ensemble du département. Ensuite celle établie dans le cadre de la lutte contre la pollution de l’air, qui interdit le brûlage des déchets verts des particuliers. L’écobuage est quant à lui réglementé dans le cadre de commissions locales d’écobuage (CLE)

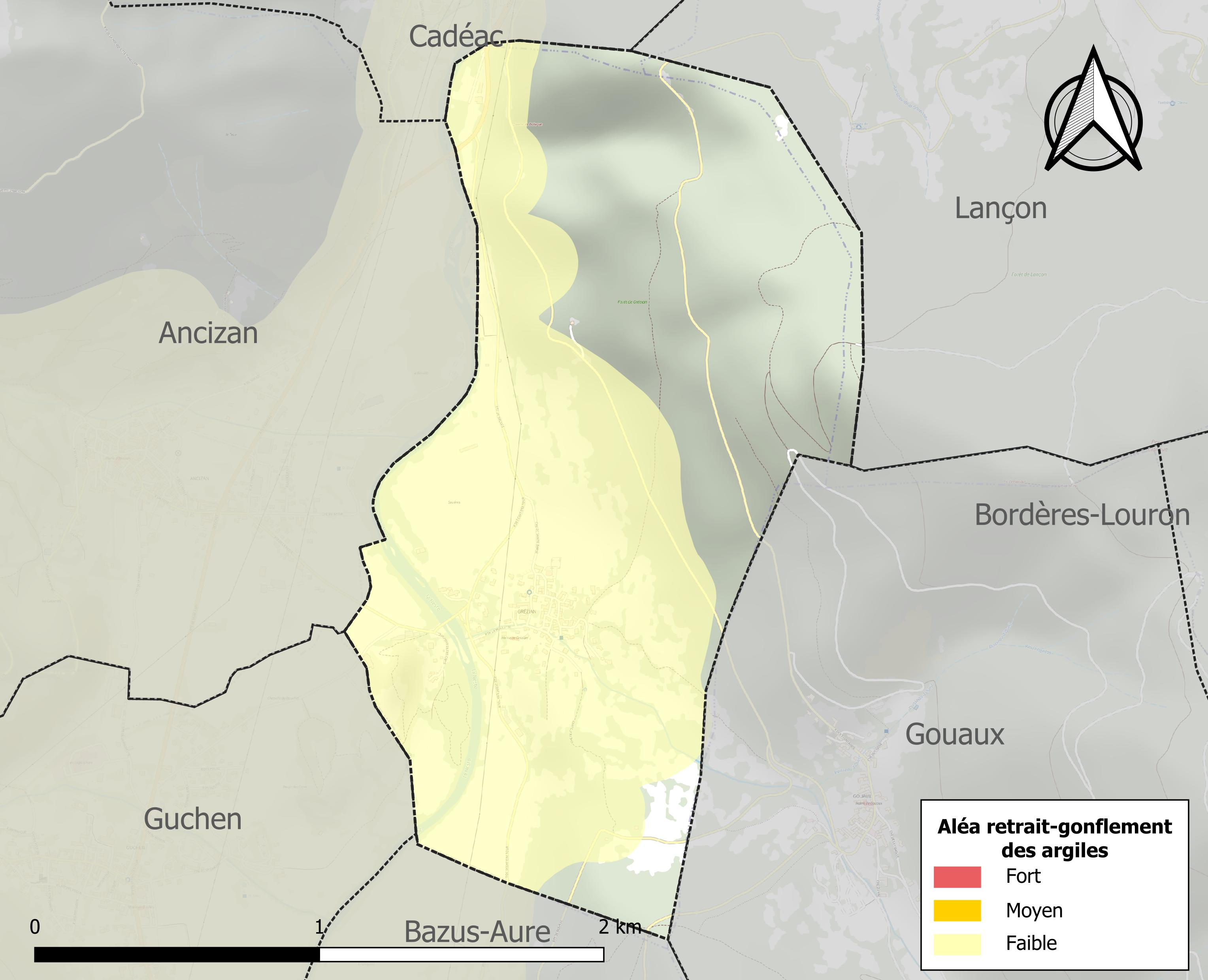
Carte des zones d'aléa retrait-gonflement des sols argileux de Grézian.

Les mouvements de terrains susceptibles de se produire sur la commune sont des mouvements de sols liés à la présence d'argile et des tassements différentiels.
Le retrait-gonflement des sols argileux est susceptible d'engendrer des dommages importants aux bâtiments en cas d’alternance de périodes de sécheresse et de pluie. La totalité de la commune est en aléa faible (44,5 % au niveau départemental et 48,5 % au niveau national). Sur les 83 bâtiments dénombrés sur la commune en 2019, aucun n'est en aléa moyen ou fort, à comparer aux 75 % au niveau départemental et 54 % au niveau national. Une cartographie de l'exposition du territoire national au retrait gonflement des sols argileux est disponible sur le site du BRGM,.
Par ailleurs, afin de mieux appréhender le risque d’affaissement de terrain, l'inventaire national des cavités souterraines permet de localiser celles situées sur la commune.
Concernant les mouvements de terrains, la commune a été reconnue en état de catastrophe naturelle au titre des dommages causés par des mouvements de terrain en 1999 et 2013.

#### Risques technologiques
La commune est en outre située en aval d'un barrage de classe A. À ce titre elle est susceptible d’être touchée par l’onde de submersion consécutive à la rupture de cet ouvrage.

#### Risque particulier
Dans plusieurs parties du territoire national, le radon, accumulé dans certains logements ou autres locaux, peut constituer une source significative d’exposition de la population aux rayonnements ionisants. Certaines communes du département sont concernées par le risque radon à un niveau plus ou moins élevé. Selon la classification de 2018, la commune de Grézian est classée en zone 3, à savoir zone à potentiel radon significatif.

## Toponymie

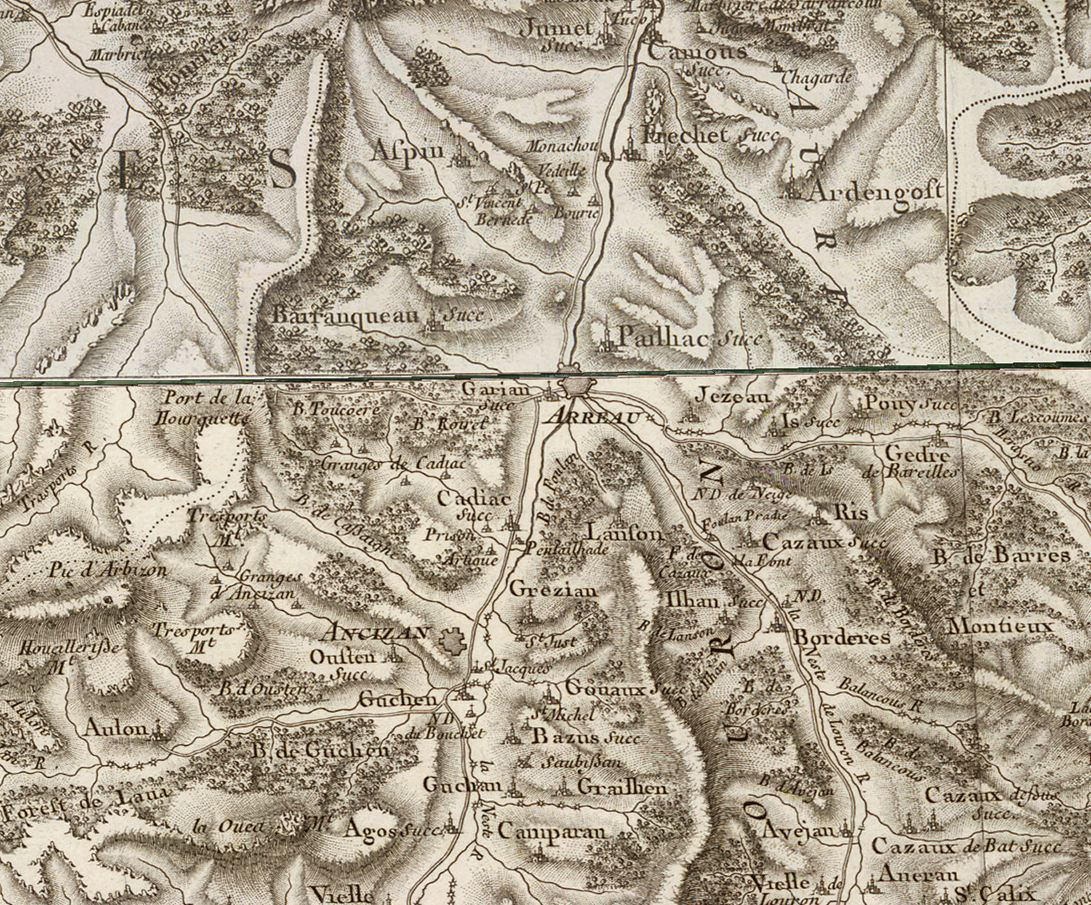
Extrait de la carte de Cassini (entre 1756 et 1789) situant Grézian au sud d'Arreau

On trouvera les principales informations dans le Dictionnaire toponymique des communes des Hautes Pyrénées de Michel Grosclaude et Jean-François Le Nail qui rapporte les dénominations historiques du village :
Dénominations historiques :
- Bernat Col de Grisigna, Bernard Col de Grizinga, (v. 1125, cartulaire de Bigorre) ;
- Jordan de Grisigna, Grizigna, (v. 1180, ibid.) ;
- De Gresinhano, latin (1387, pouillé de Tarbes) ;
- de Gresilhano, latin (ibid.).

Étymologie : domaine antique, du nom de personnage latin Gratius ou Græcinius et suffixe anum (= domaine de Gratius ou Græcinius).

Nom occitan : Gredian.

## Histoire

### Cadastre napoléonien de Grézian
Le plan cadastral napoléonien de Grézian est consultable sur le site des archives départementales des Hautes-Pyrénées.

## Politique et administration

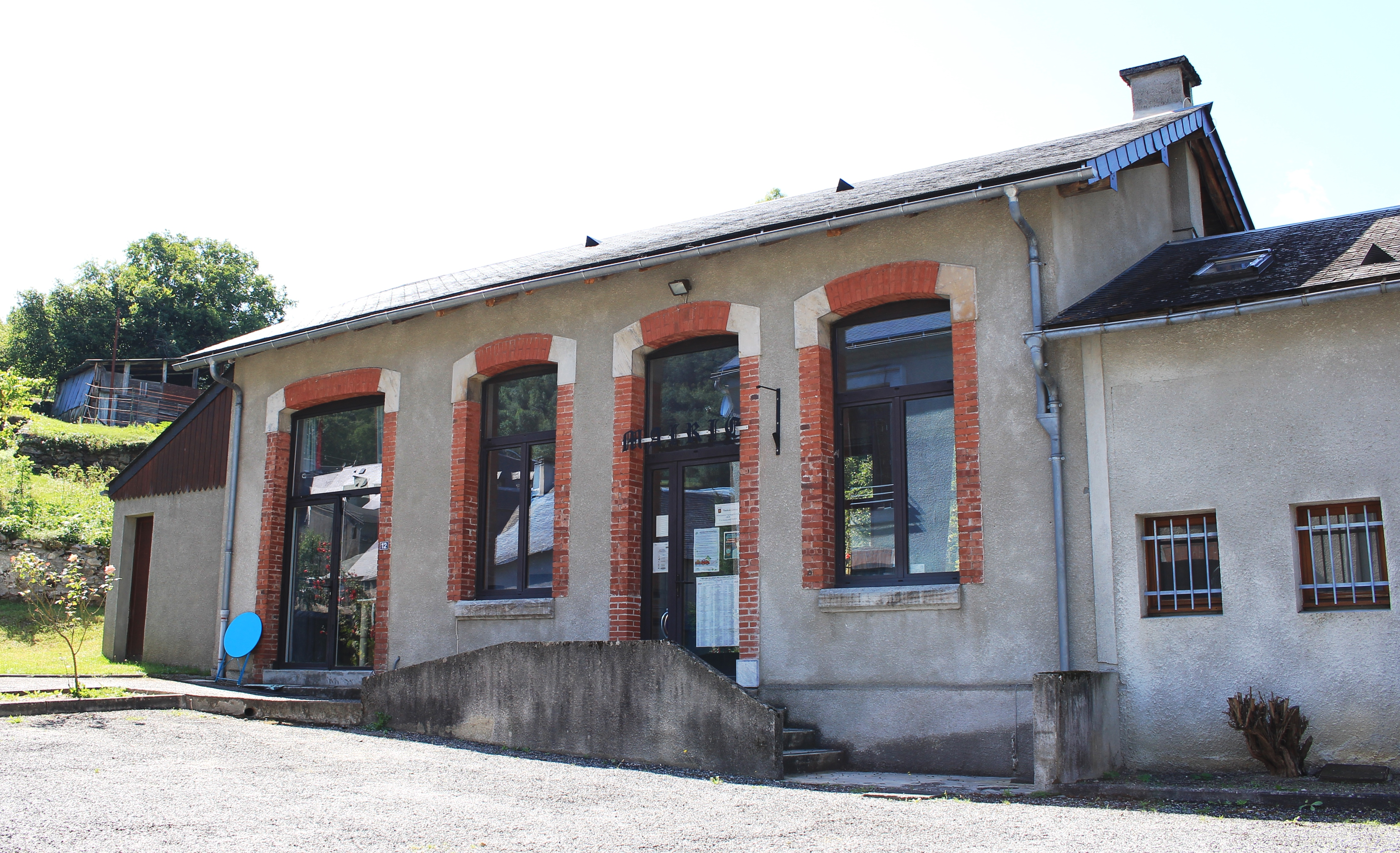
La mairie en 2021.

### Liste des maires
| Période                                  | Période   | Identité       | Étiquette | Qualité |
| ---------------------------------------- | --------- | -------------- | --------- | ------- |
| Les données manquantes sont à compléter. |           |                |           |         |
|                                          |           |                |           |         |
| avant 1981                               | ?         | Joseph Bacque  | DVG       |         |
| mars 1995                                | mars 2008 | Bernard Salles |           |         |
| mars 2008                                | mars 2020 | Maurice Petit  |           |         |
| mars 2020                                | En cours  | Sabine Rahali  |           |         |

### Rattachements administratifs et électoraux

#### Historique administratif
Sénéchaussée d'Auch, pays des Quatre-Vallées, vallée d'Aure, canton d'Arreau (1790-2014).

#### Intercommunalité
Grézian appartient à la communauté de communes Aure Louron créée au 1er janvier 2017 et qui réunit 47 communes.

## Population et société

### Démographie

#### Évolution démographique
| 1793 | 1800 | 1806 | 1821 | 1831 | 1836 | 1841 | 1846 | 1851 |
| ---- | ---- | ---- | ---- | ---- | ---- | ---- | ---- | ---- |
| 116  | 179  | 159  | 158  | 220  | 204  | 180  | 203  | 210  |

| 1856 | 1861 | 1866 | 1872 | 1876 | 1881 | 1886 | 1891 | 1896 |
| ---- | ---- | ---- | ---- | ---- | ---- | ---- | ---- | ---- |
| 200  | 192  | 166  | 167  | 160  | 143  | 144  | 144  | 113  |

| 1901 | 1906 | 1911 | 1921 | 1926 | 1931 | 1936 | 1946 | 1954 |
| ---- | ---- | ---- | ---- | ---- | ---- | ---- | ---- | ---- |
| 118  | 108  | 125  | 117  | 115  | 100  | 98   | 86   | 107  |

| 1962 | 1968 | 1975 | 1982 | 1990 | 1999 | 2006 | 2008 | 2013 |
| ---- | ---- | ---- | ---- | ---- | ---- | ---- | ---- | ---- |
| 101  | 100  | 94   | 60   | 64   | 78   | 89   | 92   | 89   |

| 2018 | 2022 | - | - | - | - | - | - | - |
| ---- | ---- | - | - | - | - | - | - | - |
| 77   | 82   | - | - | - | - | - | - | - |

### Enseignement
La commune dépend de l'académie de Toulouse. Elle ne dispose plus d'école en 2016.

## Économie

### Emploi
|                | 2008  | 2013  | 2018  |
| -------------- | ----- | ----- | ----- |
| Commune        | 0 %   | 3,9 % | 0 %   |
| Département    | 7,7 % | 9,4 % | 9,8 % |
| France entière | 8,3 % | 10 %  | 10 %  |

En 2018, la population âgée de 15 à 64 ans s'élève à 31 personnes, parmi lesquelles on compte 80,6 % d'actifs (80,6 % ayant un emploi et 0 % de chômeurs) et 19,4 % d'inactifs,. Depuis 2008, le taux de chômage communal (au sens du recensement) des 15-64 ans est inférieur à celui de la France et du département.
La commune est hors attraction des villes,. Elle compte 21 emplois en 2018, contre 30 en 2013 et 22 en 2008. Le nombre d'actifs ayant un emploi résidant dans la commune est de 27, soit un indicateur de concentration d'emploi de 78,7 % et un taux d'activité parmi les 15 ans ou plus de 39,7 %.
Sur ces 27 actifs de 15 ans ou plus ayant un emploi, 4 travaillent dans la commune, soit 15 % des habitants. Pour se rendre au travail, 92,6 % des habitants utilisent un véhicule personnel ou de fonction à quatre roues et 7,4 % n'ont pas besoin de transport (travail au domicile).

## Culture locale et patrimoine

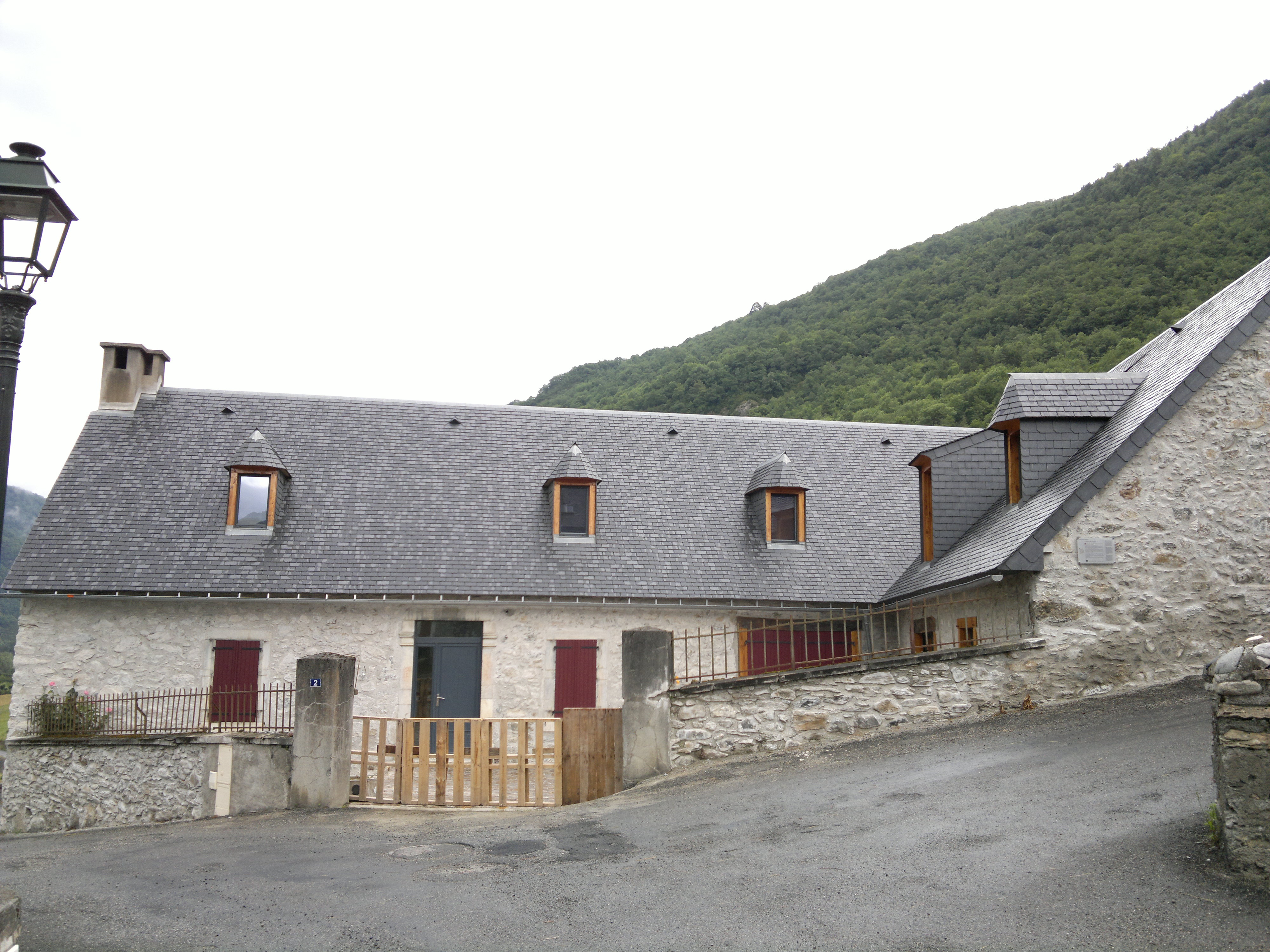
La maison Rouys.

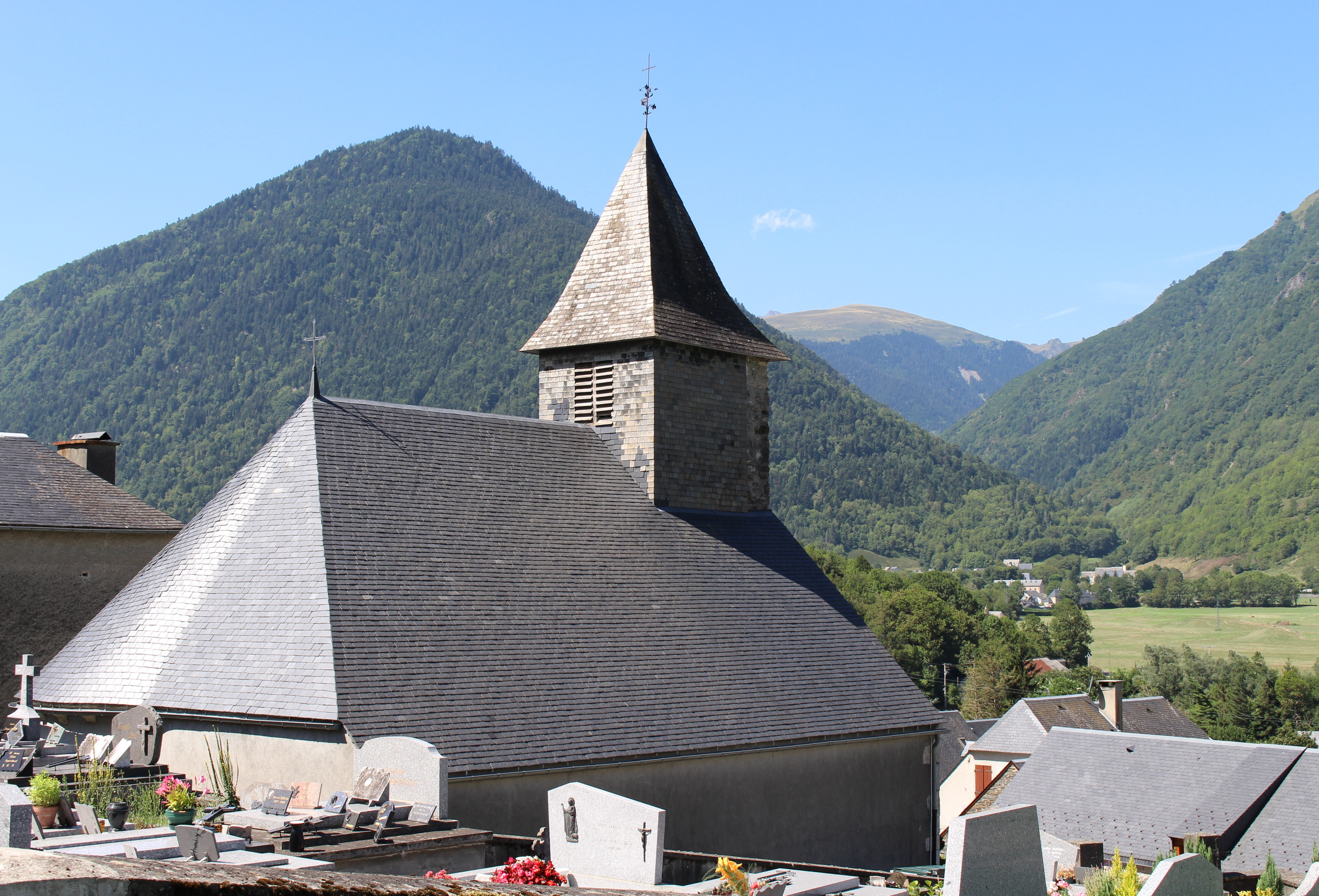
L'église Saint-Just et Saint-Pasteur en 2015.

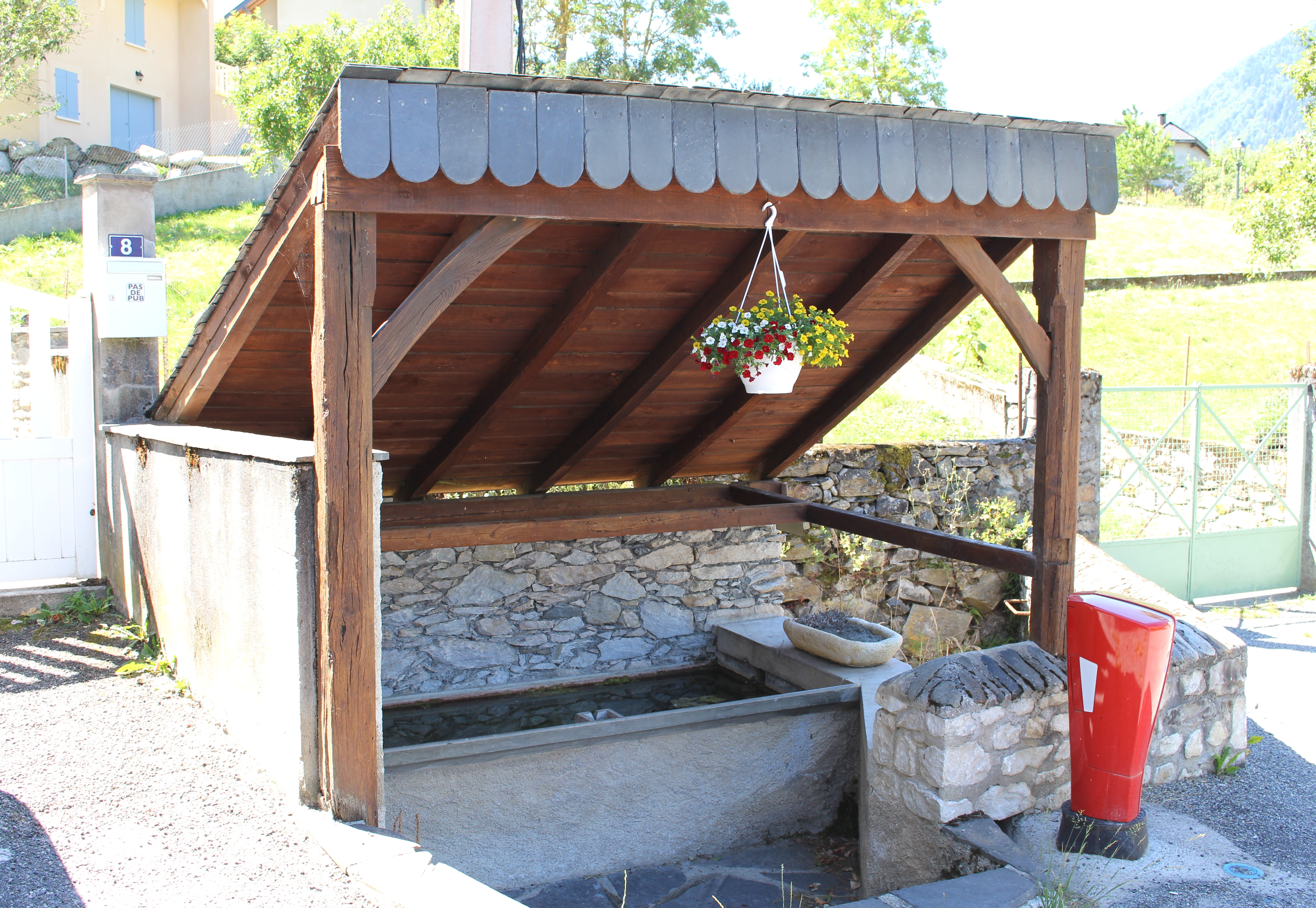
Le Lavoir (Haut) en 2015.

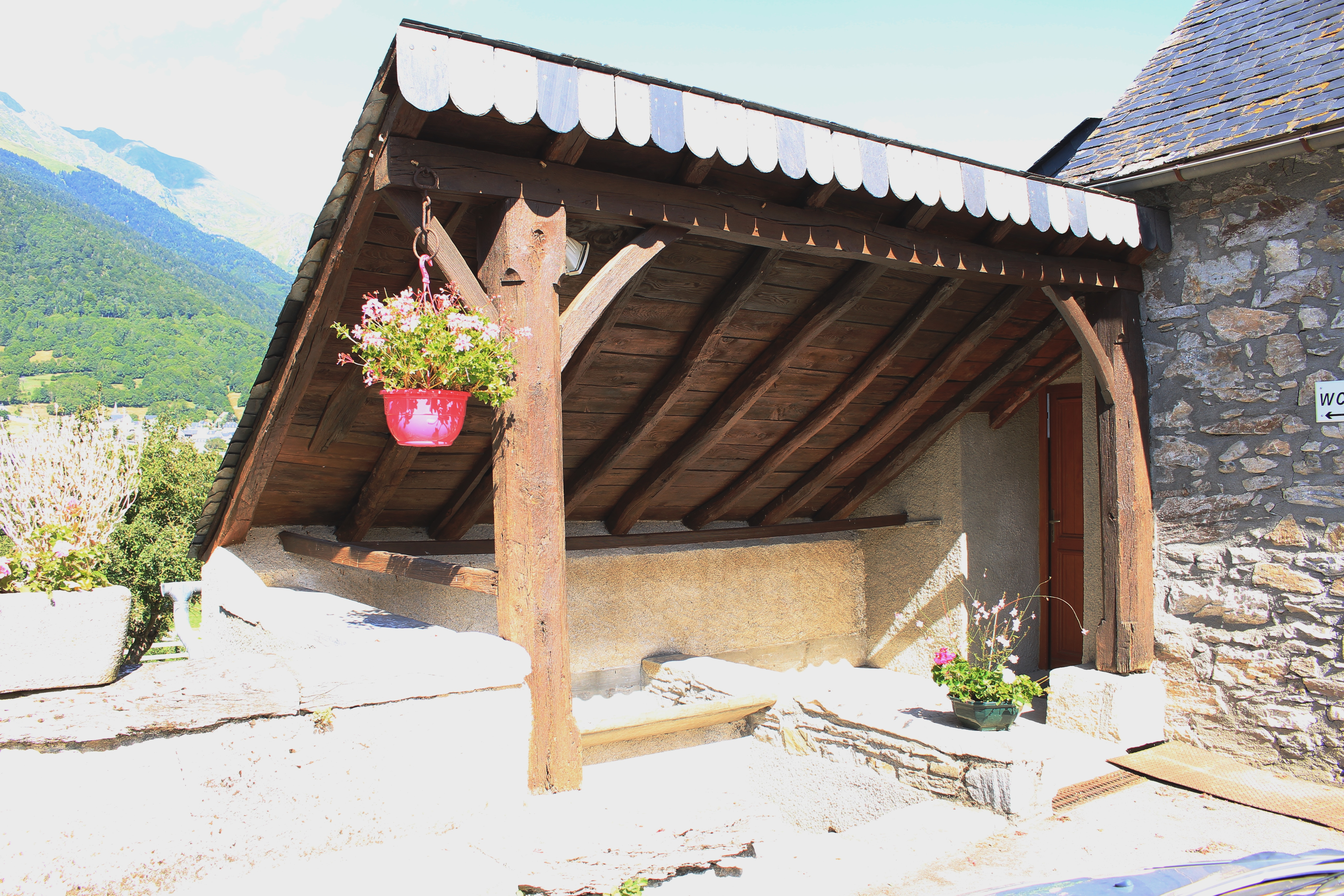
Le Lavoir (Place) en 2021.

### Lieux et monuments
- L'église paroissiale Saint-Just-et-Saint-Pasteur[49], datant de 1586, 1601 et 1856 ;
- La fontaine-abreuvoir dite de Peyralade. La fontaine date de 1876 et les timbres (abreuvoirs), monolithiques, de 1878[50]. Sur l'un d'eux est gravé un blason ;
- La maison Arbaye, 1745[51] ;
- La maison Rouys, ferme du XIXe ;
- Une maison du XIXe siècle[52] ;
- 14 maison et fermes, des XVIIIe et XIXe siècles, inventoriées[53] ;
- Une croix monumentale (1805)[54] ;
- 3 croix de chemin, des XIXe et XXe siècles[55].
- Lavoirs.

Sélection de vues diverses
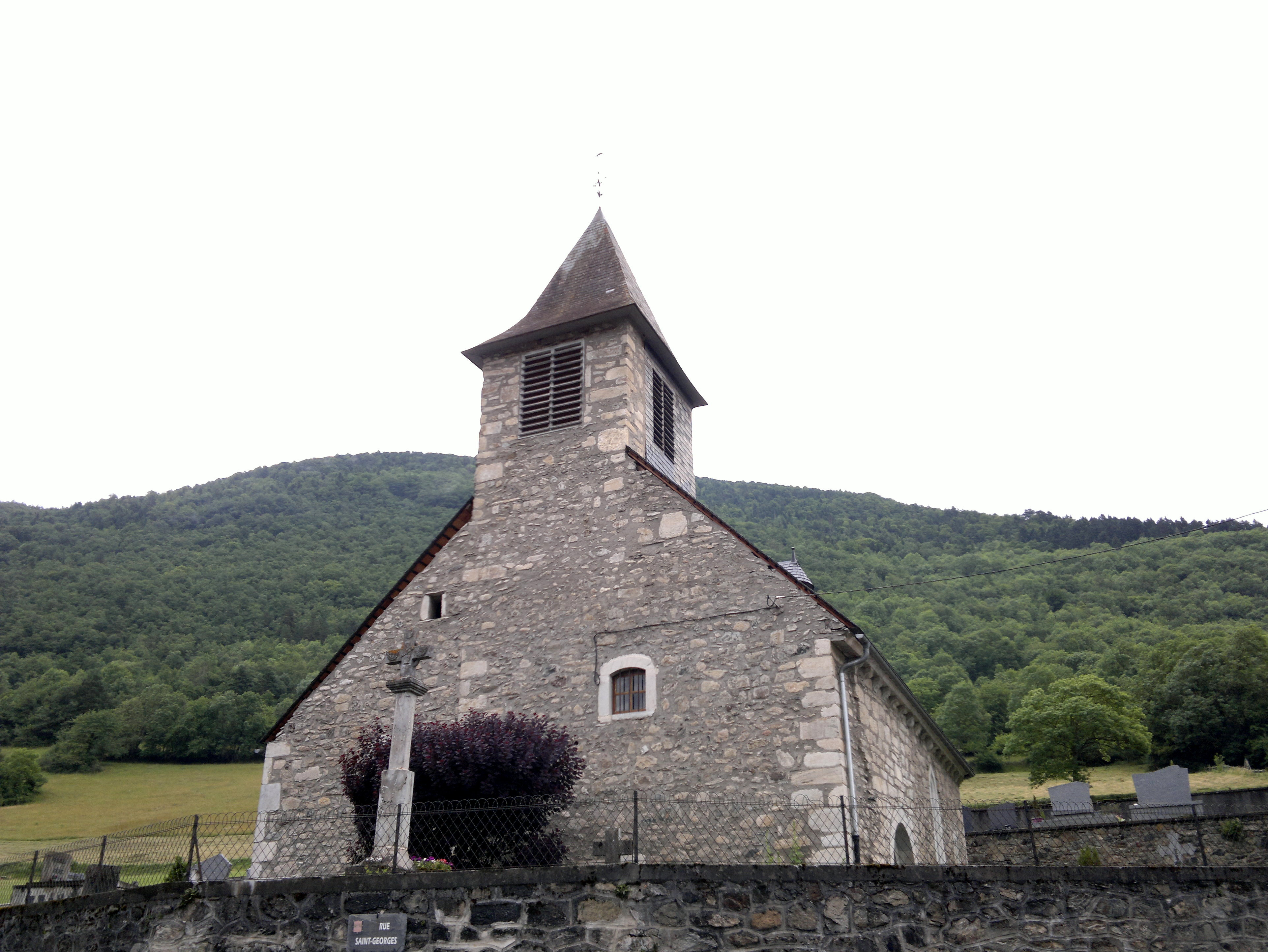
L'église paroissiale Saint-Just-et-Saint-Pasteur.
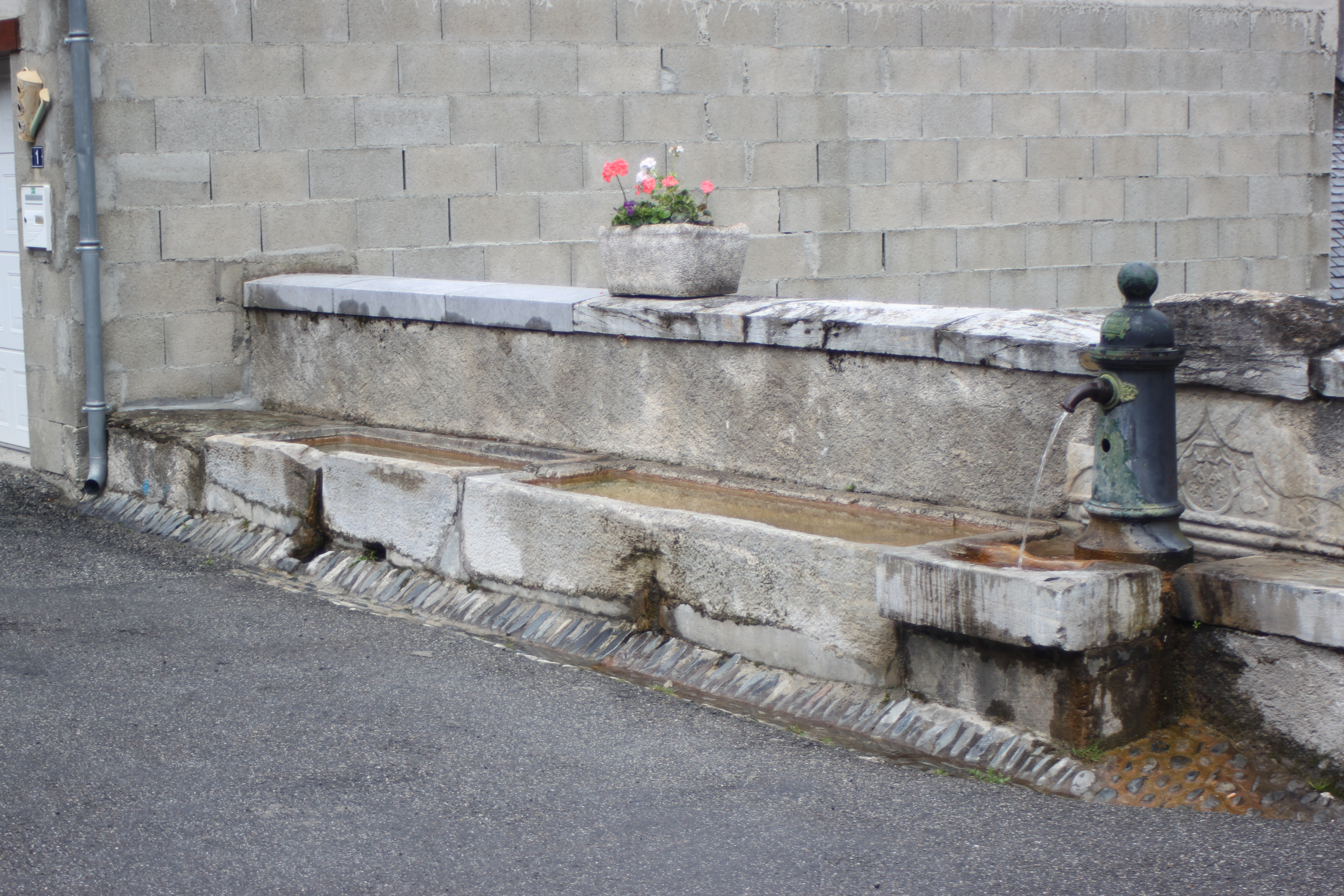
La Fontaine-abreuvoir de Peyralade.
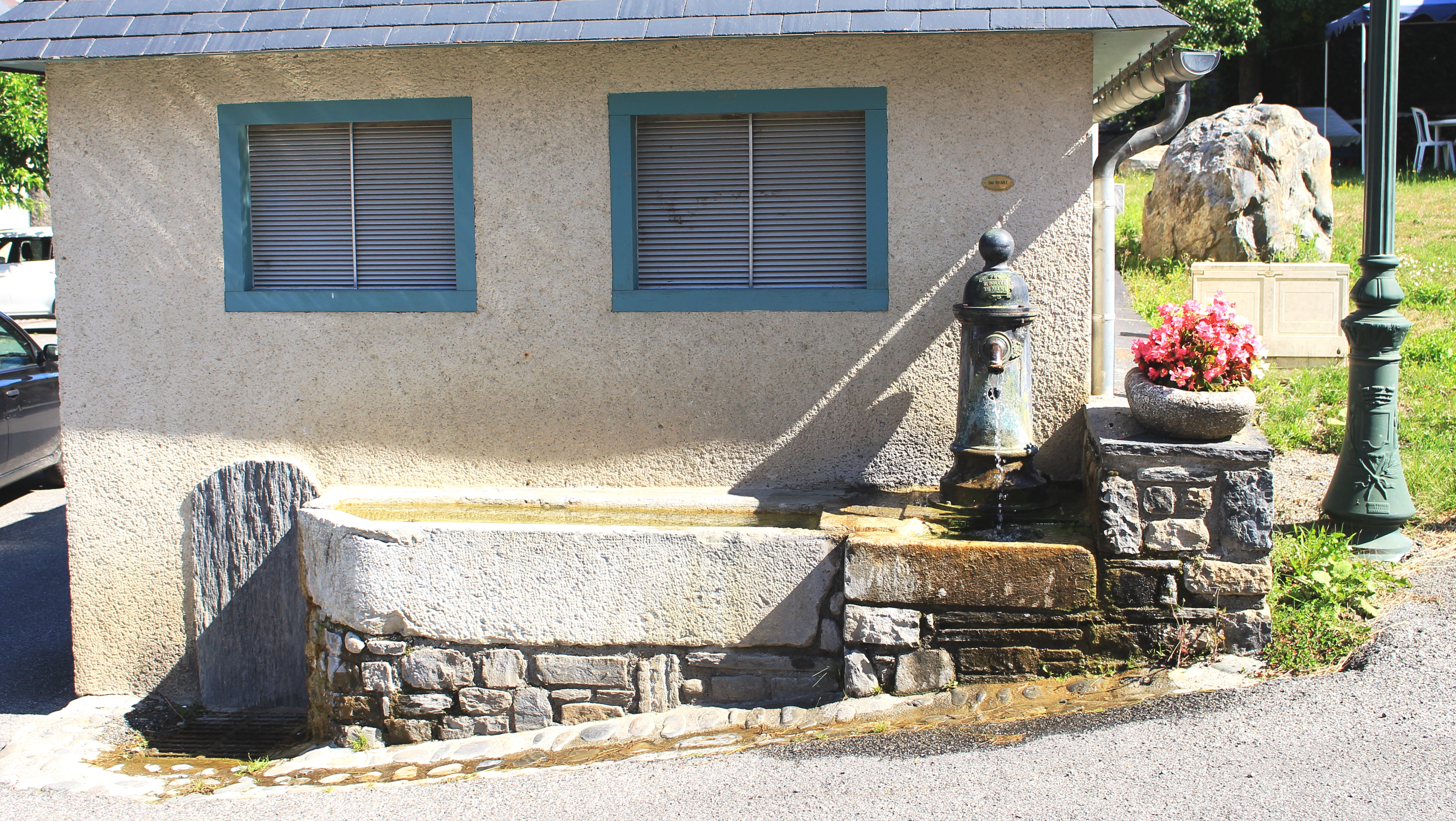
La fontaine.

### Héraldique
| Blason | Blasonnement : De gueules à un bât, de front, d'argent clouté de sable, avec ses 2 corbeilles d'or ; à la bordure cousue de sable chargée de 8 besants d'or. Commentaires : Blason officiel communiqué par la mairie. |